# 모르몬교

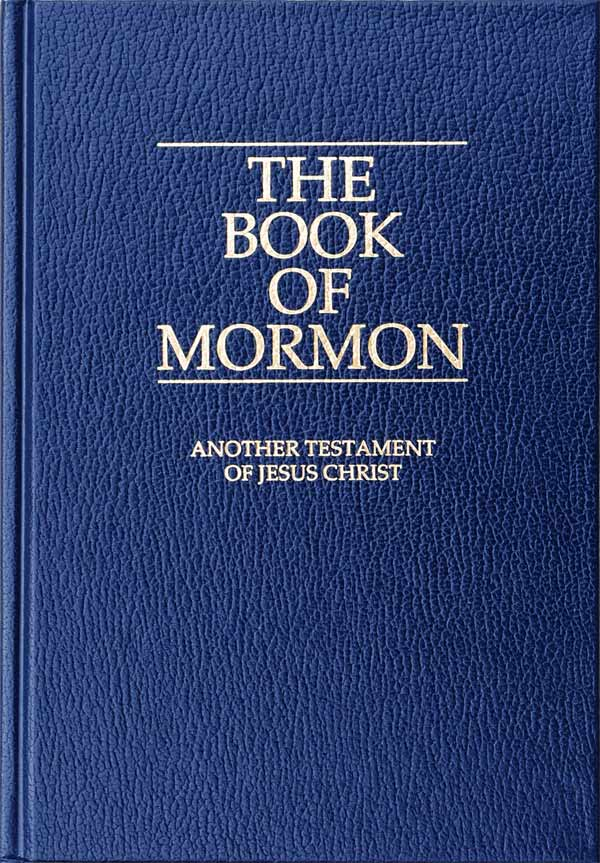
모르몬경: 예수 그리스도의 또 하나의 성약

모르몬교(Mormonism) 또는 몰몬교는 조셉 스미스(1805~1844, 미국)가 1820년대와 1830년대에 뉴욕 서부에서 시작한 회복주의 기독교의 후기 성도 운동의 종교적 전통이자 신학이다. 역사학자 시드니 E. 알스트롬은 1982년에 다음과 같이 말했다. "[몰몬교]가 종파인지, 신비 종파인지, 새로운 종교인지, 교회인지, 민족인지, 국가인지, 미국의 단위 문화인지조차 확신할 수 없습니다. 실제로, 서로 다른 시간과 장소에서 몰몬교는 그 모두를 포함합니다." 그러나 조셉 스미스를 포함한 후기 성도 운동과 관련된 학자들은 종종 그 운동의 독특한 가르침과 교리를 묘사하기 위해 "몰몬교"라는 용어를 사용했던 적이 있었다. 일반 사람들에게 몰몬교나 모르몬교라는 호칭이 익숙해져 있기 때문에 이해의 편의를 위해 종종 그런 호칭을 사용하기도 하지만 현재는 교회를 지칭하기 위해 주류 교단에서는 공식명칭인 예수 그리스도 후기 성도 교회라는 호칭을 사용하도록 권유한다. 따라서 이제부터는 몰몬교 혹은 모르몬교라는 표현 대신 후기성도라고 지칭한다.
후기성도 교리의 두드러진 특징 중 하나는 성경과 더불어 하나님의 말씀으로 받아들이는 몰몬경인데, 몰몬교라는 별칭은 이 몰몬경에서 유래된 것이다. 몰몬경은 미대륙의 원주민들이 하나님의 백성으로서 하나님을 믿고 그의 계명을 지키면 번영하고, 타락하면 전쟁과 기근으로 쇠락해지고 다시 회개하는 역사가 반복되는 연대기가 묘사되어 있다.
후기성도 교리에는 조셉 스미스와 그의 뒤를 이은 교회 회장들에게 현대 계시를 통해 전달된 가르침을 모두 포함한다. 교회의 공식 교리는 표준 경전으로 교회의 총회에서 공인된 성경과 몰몬경과 교리와 성약 및 값진 진주를 토대로 두고 있다. 교회의 표준 경전을 통해 구세주 예수 그리스도의 대속 은혜에 의한 인류의 구원을 믿으며, 영원한 결혼, 죽은 자를 위한 침례 (고린도전서 15장 29절), 순결의 법, 금식, 안식일 준수, 지혜의 말씀 등 교리가 포함된다.
조셉 스미스의 사망 이후, 예수그리스도후기성도교회에서 몇몇 소규모의 그룹이 갈라져 나갔다. 교회를 이끄는 지도자가 누군지 주장하는 것 외에, 이 그룹들은 유타에 본부를 둔 후기 성도 교회가 1890년에 금지한 일부다처제와 후기 성도 교회가 인정하는 성 삼위인 성부, 성자, 성신이 한 하나님이라는 가르침에서,  삼위일체론에 대해 수용하는 정도가 다르다. 일부다처제의 실천을 유지하고 있는 소수 분파는 미국 서부 주 경계 지역에 은둔 생활 하고 있는 후기성도 근본주의로 알려져 있으며, 다른 은둔 생활을 하는 소수 교회들이 있다. 일부다처제를 인정하지 않는 단체로서 그리스도의 공동체 (이전의 복원 예수 그리스도 후기성도 교회)의 경우 삼위일체론을 주장하며 그들의 교리를 삼위일체 기독교 회복주의자로 자처한다. 문화적 후기성도교회는 문화, 특히 유타와 아이다호에 존재하는 문화와 동일시하는 문화적 후기성도들에 의해 만들어진 용어이지만, 반드시 신학과 동일시되는 것은 아니다.

## 역사적 개요

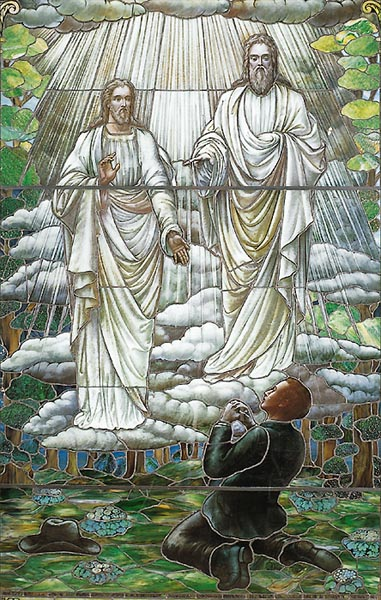
조셉 스미스의 첫번째 시현을 보여주는 스테인드글라스 창문.

후기성도교회의 교리는 1820년대 뉴욕서부에서 14세인 농장 소년 조셉 스미스에 의해 시작되었다. 그 당시는 두 번째 대각성으로 알려진 종교적 부흥과 갈등의 시기였다. 스미스는 서로 자신의 믿음만이 옳다고 주장하며 상대방은 그릇되었다며 맹렬히 비판하는 장로교, 침례교, 감리교 등의 개신교 교파들 사이에서 자신이 어느 교단에 가입해야 하는지 판단할 수 없어서 어려움을 겪고 있었다. 그러던 어느 날 야고보서 1장 5절 “누구든지 지혜가 부족하거든 하나님께 구하라”는 말씀을 읽고 마음에 깊은 감명을 받아서 이에 1820년 봄에 숲 속에 들어가 하나님께 기도한 후 특별한 방문을 받았다고 증언했다. 조셉과 그의 교회는 이를 "첫번째 시현"이라고 부르며, 하나님 아버지와 그의 아들 예수 그리스도가 나타났는데 하나님 아버지께서 오른쪽에 있는 예수 그리스도에 대해 '이는 내 사랑하는 아들이니 그의 말을 들으라'고 하신 말씀을 듣고 어느 교회가 참된지 질문하자 '그들이 모두 바르지 않기 때문에 현존하는 교회들 중 어느 교회에도 가입하지 말고 기다리라고 지시하셨다'라고 말했다. 1820년대에 스미스는 그의 동료 올리버 카우드리와 함께 천사의 성역을 받았다고 주장하였는데, 부활한 침례 요한의 방문과 회개와 침례의 성역을 베풀 수 있는 아론신권이 1829년 5월 15일 안수 성임을 통해 주어졌다고 말한다. 그 달 말에 베드로, 야고보, 요한으로부터 대신권인 멜기세댁 신권을 안수 성임으로 수여받았다고 주장한다. 더 나아가서, 하나님이 그를 종으로 불러 권능을 지닌 참된 그리스도교 교회를 이 지상에 회복하여 다시 세울 것이라는 말도 들었다고 한다.
조셉 스미스는 몰몬경이 기원전 600년부터 기원 후 421년 사이 여러 선지자들에 의해 개정된 이집트어로 금판에 기록된 것을 영어로 구술 번역하였고, 이를 서기들이 옮겨 적었다고 주장한다. 번역에 참여한 서기들은 우림과 둠밈과 선견자의 돌을 도구로 번역했다고 말했다. 스미스는 몰몬경의 마지막 책을 기록하고 땅 속에 묻은 모로나이 천사가 1823년 9월 21일에 기도하던 그에게 나타나 고대 금판 기록을 알려주고 집 근처의 언덕에 묻혀있는 판의 위치를 시현으로 처음 보여주었다고 말했다. 초기 동료로서 몰몬경 기록 서기였던 마틴 해리스의 도움으로 스미스는 1828년 4월 12일에 몰몬경의 본문을 번역하기 시작했다. 중간에 스미스는 가족을 부양하기 위해 계속 일했는데 이때 박해로 번역이 중단되었다고 말했다. 해리스는 자신이 필기한 금판에서 번역된 원고 116쪽을 자신의 기여에 반대하는 가족에게 보여주고 인정받으려고 가져갔다가 분실했지만, 분실된 부분을 제외한 몰몬경 원고는 1829년 6월에 약 63일간 소요되어 번역이 완성되었다. 1830년 3월 27일 교회 설립 직전에 초판 몰몬경 5,000부가 출판되었다. 스미스는 번역을 마친 후에 금판은 2/3는 인봉되어 번역이 불가능하였는데, 이를 안내하고 번역하도록 지도한 모로나이 천사가 회수하여 가져갔다고 말했다.
스미스가 판을 번역하는 동안 소유하고 있을 때, '11명의 증인'이 그 금판을 목격하고 증언하였다. 교회에서는 이들을 공식 증인이라고 부르며 그 외에도 비공식 금판 목격자들도 있다고 한다. 그 중 모로나이 천사가 나타나서 금판을 보여주고 이를 증언하라는 영의 음성을 들은 목격자 3인의 특별한 증언과 스미스가 대낮에 숲속에서 보여 주어 금판을 보고 만져본 8인의 목격자 증언은 몰몬경 서문에 게재되어 있다. 이들 증인들 중에는 교회에 충실하게 남은 이들, 교회를 떠났다가 재침례받고 돌아온 이들, 교회를 떠난 채 돌아오지 않고 생애를 마감한 이들이 있는데, 모두 많은 유혹과 압력에도 불구하고 이 생을 마칠 때까지 몰몬경에 대한 간증을 굳게 지켰다.
몰몬경은 근동 이스라엘 땅을 떠나 미대륙을 여행했던 초기 이스라엘 민족이 선지자의 말을 따라 하나님을 섬기면 보호받고 번영하였으며, 이를 거절하면 쇠락하는 역사가 반복되는 내용이 담긴 연대기이다. 책의 내용은 하나님의 지시로 선지자 리하이 가족이 예루살렘을 떠나 기원전 589년경에 미대륙으로 항해하며 시작된다. 미대륙 사람들이 예수께서 태어나기 수백 년 전에 그리스도를 믿었고, 그리스도의 부활 과 승천 이후 그 백성들을 방문하여 가르쳤으며, 여러 세대의 전쟁과 배도 끝에 결국 기독교는 그 땅에서 사라진 것으로 기록되어 있다.
몰몬경과 계속되는 계시는 회복된 교회를 위한 올바른 교리를 확립하는 중요한 수단이었다. 조셉 스미스, 올리버 카우드리, 그리고 다른 초기 지도자들은 1829년에 새로운 개종자들에게 침례를 주기 시작했고, 1830년 4월 6일 '그리스도의 교회'로 공식적으로 조직하였다. 조셉 스미스는 성도들에 의해 현대의 선지자로 여겨졌다.
몰몬경의 역사적 정확성과 진실성은 몰몬경이 출판된 당시부터 의문이 제기되어왔다. 이와 더불어, 설립 초기에 이 교회는 여러 도시의 주민들로부터 박해를 받는 가운데 "지상에 하나님의 왕국을 세우기"위해 모이려고 노력했다. 뉴욕 팔마이라에서의 박해하는 비회원들과의 대결을 피하기 위해 회원들은 오하이오주 커틀랜드로 이주하여 미주리주 잭슨군에 영구적인 새 예루살렘 또는 시온시를 건설하기를 희망했다. 그러나 그들은 1833년에 잭슨 군에서 추방되었고, 또 다시 핍박을 받아 1838년에 미주리의 다른 지역으로 피신하였다. 미주리 주민들의 교회 회원들에 대한 폭력사건이 발생하여 많은 후기성도들이 희생되었을 때 미주리 주지사는 피해자들인 후기성도들에 대한 "근절 명령"을 발령했고, 이에 이 교회는 다시 교회와 정착지를 이전하도록 강요받았다. 실향민들이 된 이 교회는 일리노이, 커머스라는 작은 마을로 피신했다. 스미스의 지시에 따라 이 교회는 마을을 사서 나부로 이름을 바꾸었으며, 몇 년 동안 어느 정도의 평화와 번영을 누리며 살았다. 그러나 교회 회원들과 이웃 사이의 긴장은 다시 고조되었고, 선지자로서 교회 회장이며, 나부 시장, 나부 민병대 중장 및 미국 대통령 후보 신분이었던 조셉 스미스는 1844년 무장 폭도들의 총격에 의해 피살되었다.
후기성도교회는 십이사도정원회 회장이었던 브리검 영을 만장일치로 새로운 선지자이며 교회 회장으로 받아들였고, 이 때 교회 회장의 승계 원칙이 확립되면서 정통성을 지닌 주류 그룹으로 유지되었다. 1846년부터 종교 자유를 찾아 브리검 영의 지시에 따라 당시 멕시코령이었고 나중에 유타 준주가 된 곳으로 이주했다. 그곳에서 이 교회는 결혼 제도의 한 형태인 일부다처제를 공식적으로 실천하기 시작했다. 이는 19세기에 신앙의 가장 두드러진 특징이 되었지만, 미국 의회의 지속적인 격렬한 반대로 법적 제도로서 존립을 위협받았다. 또한, 일부다처제는 아이다호와 애리조나 주에서 교회에 대한 반대의 주요 원인이기도 했다. 결국 1890년 선언문에서 교회 회장 윌포드 우드럽은 복수결혼의 공식 종료를 발표했다.
복수결혼을 공식적으로 폐지했기 때문에, 교회에서 이탈하여 떨어져 나간 사람들이 모여 몇몇 소그룹을 이루면서 일부다처제를 유지하기 시작했는데 나중에 그들 중 한 그룹이 주 경계 지역에서 근본주의 모르몬교라고 불리는 비교적 규모있는 교단(회원 수 8천명 추정)을 결성하며 은둔생활을 이어갔다. 이에 비해 주류 후기성도교회의 회원 수는 1700만 명에 이른다. 유타 준주로 이주하던 때에 교회에서 이탈하여 미주리주에 잔류하였던 일단의 그룹이 1860년에 설립한 복원 교회는 그리스도의 공동체로 명칭을 바꾸었고 두 번째로 큰 교회로서 그 회원 수는 25만명이다.

## 신학

### 하나님의 본성
정통 후기성도교회에서 '하나님'이라는 용어는 일반적으로 후기 성도들이 엘로힘이라고 부르는 하나님 아버지를 지칭하며, 신회(Godhead)라는 용어는 하나님 아버지, 예수 그리스도(그의 맏아들, 후기 성도들이 여호와라고 부르는 맏아들)과 성신으로 구성된 신성한 세 인격들로 이루어진 평의회를 가리킨다. 후기 성도들은 영원하신 아버지와 아들과 성신이 개별적인 세 존재이시나 목적과 뜻에 있어 온전히 하나가 되셨기에 한 분의 하나님이라는 사실을 표준 경전에서 가르친다. 그리고 나 하나님은 무한하시며, 나 외에는 하나님이 없느니라 는 가르침이 있다. 또한 아버지와 예수는 온전하고 신성하며 영화롭게 된 육신을 입고 계시고 성신은 육신이 없는 영의 실체라고 믿는다.
후기성도들은 하나님은 사람의 형상과 닮은 신성한 형체를 지니신 분이라고 믿는다. 아버지와 예수는 육신을 신성하게 하고 영화롭게 한 영의 존재인데 비해, 성신은 육신이 없는 영의 실체라고 믿는다. 창세기에서 천지를 창조하시는 장면을 묘사하는 구절 중 원문에 하나님들이라는 복수로 표현되거나 '우리'라고 표현된 것은 아버지의 지시로 성신이 함께하는 가운데 창조할 권능을 아버지로부터 위임 받은 예수 그리스도께서 만물을 창조하였기 때문이라고 한다. 후기성도들은 유일하신 하나님 아버지께 예수 그리스도의 이름으로 기도하고 예배한다. 후기 성도들은 또한 표준 경전에 의한 공식 교리는 아니나 이해의 영역으로서 하나님 아버지의 아내인 하늘 어머니와 같이 다른 신들의 존재를 긍정적으로 이해하는 편이다. 그리고 충실한 후기 성도들이 내세에서 그리스도와 함께 하나님 아버지의 공동 상속자로서 영화로운 그리스도를 닮은 신적인 존재로 무한히 발전할 수 있다고 믿는다. 역시 표준 경전에 의해 뒤받침 되는 공식교리는 아니지만, 조셉 스미스는 영원하신 하나님께서 한 때 우리의 같은 인간의 모습을 하고 있었다고 주장한 바 있다.
공식 예배(성찬식)에서 사도신경을 암송하지는 않으며, 아버지와 아들과 성신은 동일한 실체 또는 존재에 속하므로 통일성과 단일성에 의해 한 하나님이라고 믿는다. 또한 이 교회는 각 인간 안에 거하는 속성인 예지는 하나님의 속성과 같이 영원하다고 가르며 전능자라는 용어를 사용하여 하나님을 묘사하고 그를 창조주로 여긴다. 그들은 그를 전능하고 영원한데, 지성, 정의, 물질의 영원한 본성을 다스리는 영원한 자연법에 속하는 것으로 이해한다(즉, 하나님은 세상을 조직하셨지만 무에서 창조하신 것이 아니라, 물질의 원소는 영원하고, 그 물질의 원소를 조직하여 이 세상을 창조하셨다고 믿는다). 하나님에 대한 후기 성도의 개념은 또한 엘로힘(אֱלֹהִים)이 완전히 다른 개념인 윤리적 일신교의 유대교 전통과 상당히 다르다.
이러한 하나님에 대한 이해는 1820년 첫번째 시현이 일어났을 때부터 1915년에 그 이전에 주어진 가르침에 기초하여 공식화 되었다. 현재 존재하는 주류 교단인 예수그리스도후기성도교회에서 분리된 소규모 종파들은 아담-하나님 교리나 삼위일체론과 같은 하나님에 대한 다른 견해를 채택해 왔다.

### 회복주의

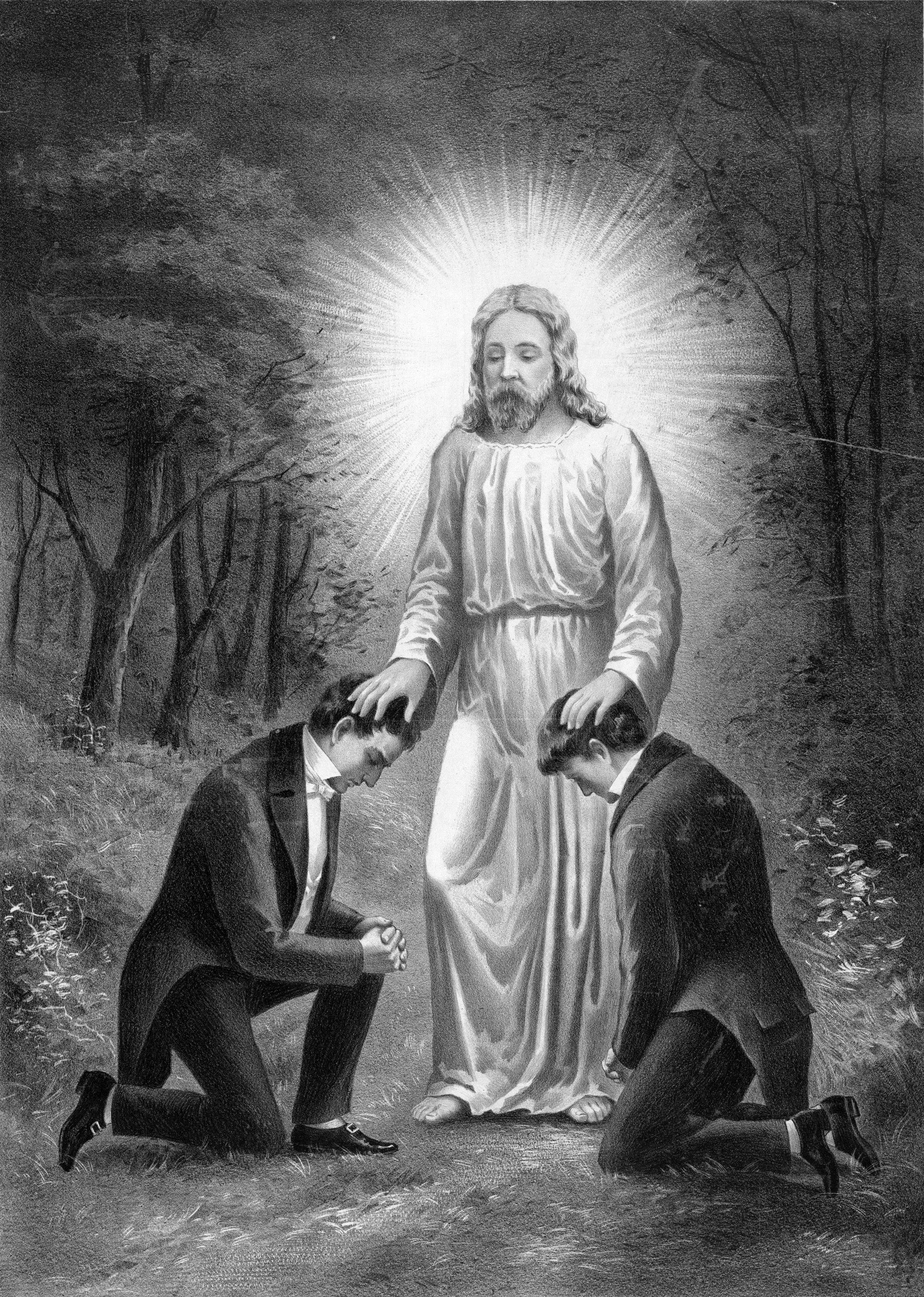
부활한 침례 요한으로부터 침례를 줄 수 있는 신권의 권능을 안수 성임 받는 조셉 스미스와 올리버 카우드리의 모습.

비록 대부분의 개신교에서 인정하지는 않지만, 후기 성도 교회들은 예수 그리스도를 유일한 구세주로 믿고 따르는 기독교에 속해 있음을 분명하게 주장하면서, 후기의 경륜의 시대에 신약시대 초대교회에 있었던 조직과 권능, 그리고 복음원리가 그대로 회복된 교회임을 천명한다. 이들은 예수의 승천으로부터 얼마 지나지 않아 대배도 시대가 시작되었다고 주장하며, 이때 변질된 기독교의 본질을 오직 자신들만이 유일하게 회복했다고 주장한다. 이들은 초대교회 이후의 배도란 예수 그리스도의 순수한 교리에 고대 그리스 철학 등이 유입되어 혼합되며 변질되었으며, 초대교회의 신자들이 다른 이데올로기적 집단으로 나뉘는 것임을 주장한다. 또한 신약시대의 초대교회에서 사도들은 결원이 되면 맛디아의 경우처럼 충원이 되었어야 했는데 박해로 인해 사도회의를 소집하지 못하고 각처에서 각각 순교함으로 인해 사도의 권능과 함께 교회의 순수성과 그 의식을 집행할 '신권 권세'를 지상에서 상실했다고 설명한다.
후기성도들은 하나님께서 조셉 스미스를 통해 신약전서에 나오는 초기 기독교 교회와 동일한 권능과 조직과 복음원리를 회복하여 이 지상에 다시 그리스도의 교회를 세우셨다고 믿는다. 특히 후기성도들은 베드로, 야고보, 요한, 침례 요한과 같은 이들이 부활된 몸으로 조셉 스미스와 함께한 다른 사람들에게 나타나 그들에게 아론 신권의 권세와 멜기세덱 신권 권세를 부여했다고 믿는다. 따라서 후기성도들은 조셉 스미스를 통해 신성한 권세가 회복되었기 때문에 그들의 경전인 교리와 성약에 나와 있는 것처럼 그 교회를 "유일하고 참되고 살아 있는 교회"라고 믿는다. 또한 조셉 스미스와 그를 합법적으로 계승한 후계자들을 교회를 인도하기 위해 하나님으로부터 계시를 받는 현대의 선지자들이라고 믿는다. 그들은 다른 종교들과 전통적인 기독교에서도 소중한 진리의 일부를 가지고 있으며, 그들이 그리스도의 빛에 의해 인도된다고 설명한다. 후기성도들은 그들의 믿음과 다른 이웃 종교에 속한 겸손하고 선량한 이들도 그리스도의 대속 은혜로 구원 받을 수 있음을 믿으며, 그들을 존중하며 관대하고 포용적인 자세를 나타낸다.

### 우주론
조셉 스미스의 우주론은 주로 그가 받은 후기의 계시와 설교에 나와 있지만, 특히 아브라함서, 모세서, 그리고 표준 경전은 아니나 중요한 가르침이 담긴 킹 폴렛의 추도사에 나와 있다. 우주론은 하나님과 우주에 대한 독특한 관점을 제시하며, 인간의 선택의지를 매우 중요하게 여긴다. 후기성도의 관점에서 지상에서의 삶은 영원한 관점에서 보면 지극히 짧은 부분에 불과하다. 후기성도는 태초에 모든 사람이 하나님의 면전에서 하나님의 자녀로서 영 또는 "예지(intelligences)"로 존재했다고 믿는다. 이 상태에서 하나님께서는 그들이 진보하고 "자신처럼 발전할 수 있는 특권을 가질 수 있는 "구원의 계획을 제안하셨다. 영들은 이 계획을 받아들이거나 거부할 자유가 있었으며 그들 중 "삼분의 일”이 루시퍼를 따라 그 계획을 거절하였다. 나머지 사람들은 그 계획을 받아들였고, 지상에 와서 시험받고 죄와 고통을 겪게 될 것이라는 것을 이해하고 육신을 받게 되었다. 성경은 태초에 하나님의 아들들이 존재하였고 그들이 창조를 기뻐하여 소리를 질렀다고 기록하고 있다.
후기 성도 교회에서 하나님의 계획의 중심은 예수 그리스도의 속죄이다. 후기성도는 지상 생활의 한 가지 목적이 악보다 선을 선택하는 법을 배우는 것이라고 믿는다. 이 과정에서 사람은 불완전하므로 필연적으로 실수를 저지르고, 하나님의 면전으로 돌아가기에 합당하지 않게 된다. 후기성도는 예수께서 세상의 죄에 대한 대가를 십자가 희생을 통해 치루셨기에 모든 사람이 그분의 속죄를 통해 구원받을 수 있다고 믿는다. 신앙, 회개, 침례, 그리고 성신의 은사와 같은 의식을 통해 그리스도의 속죄를 받아들이며, 그리스도와 같은 삶을 살려고 끊임없이 노력한다.
몰몬경에 따르면, 지구의 창조는 '무(無)로부터의 창조(ex nihilo)'가 아니라, 현존하는 물질인 원소로부터 조성되고 조직된 것이라고 가르치며 지구는 사람이 사는 많은 세계 중 하나일 뿐이고, 하나님은 하나님의 보좌에 가장 가까운 행성이나 별인 콜롭을 포함하여 많은 천체들을 통치하고 있다고 믿는다.

### 미국

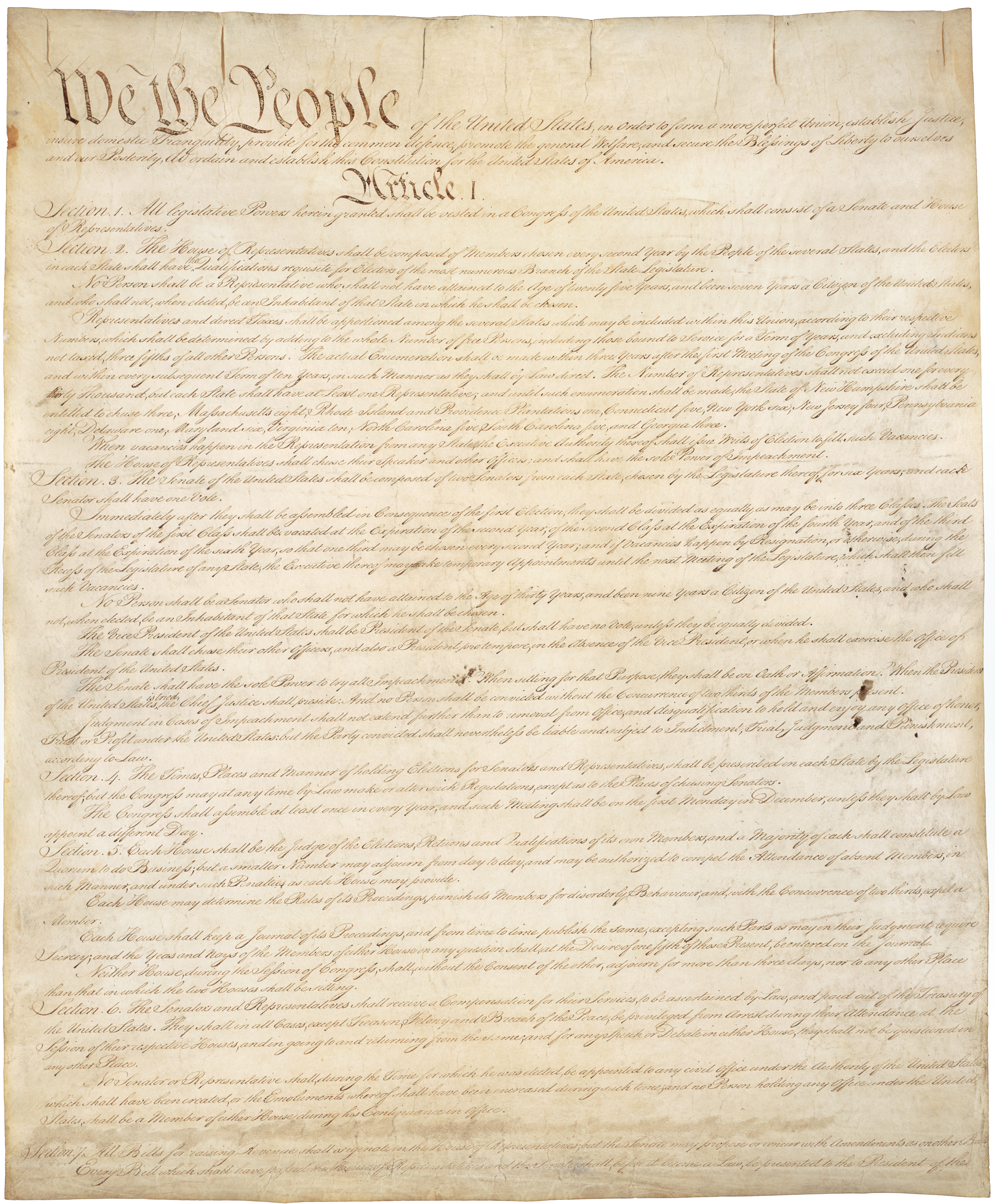
후기성도는 미국 헌법이 하나님의 신성한 영감에 의한 문서라고 믿는다.(정통 후기성도교회에서는 배척되지만, 근본주의자들은 후기성도교회가 미국을 지배하게 된다는 백악관 예언이라는 설을 믿는다.)

이 교회는 미국이 독특한 의미를 가진 곳이며, 하나님의 자비와 구주의 은혜로 구원에 이르기 위해 선택된 하나님의 선민이라고 가르친다. 몰몬경은 미대륙이 약속의 땅임을 암시하며, 미국 헌법은 신성하게 영감을 받았다고 설명한다.
1823년 뉴욕주에서 조셉 스미스는 모로나이 천사가 근처 언덕에 묻힌 금판에 대해 이야기한 장소를 시현으로 보았다고 주장했다. 조셉에 따르면, 그는 그곳에서 금판의 존재를 확인하였으며, 모로나이로부터 매년 같은 날 금판이 묻힌 언덕에서 계속 가르침을 받았고, 4년 후, 판을 발굴하여 "개정된 애굽어"로 기록되어 있는 글을 영어로 불러 주었으며 서기가 그것을 옮겨 적었다. 조셉에 따르면, 금판에 기록된 글들을 편찬한 고대 미대륙 선지자의 이름인 몰몬을 따서 불려진 몰몬경은 기원전 7세기에 예루살렘에서 미대륙으로 이주한 선지자 리하이가 이끄는 이스라엘 지파의 역사에 대해 기록하고 있다고 한다. 모르몬교에서는 예수 그리스도가 태어나시기 수세기 전에 미대륙으로 이주한 이스라엘 지파들은 콜럼버스 이전 아메리카 원주민의 조상 중 하나로 간주된다.
조셉 스미스는 복천년 때 새 예루살렘이 미국에 세워진다고 주장했다(신앙개조 10조). 교리와 성약에서 하나님께서는 "어떤 사람이라도 서로 속박되어 있어야 하는 것은 옳지 않다. 그리고 내가 바로 이 목적을 위하여 일으킨 지혜로운 자들의 손으로 이 땅의 헌법을 세우고 피 흘림으로 그 땅을 구속하였노라"(교리와 성약 101:79~80)는 계시를 주셨다고 했다.

### 의식
후기성도교회에서 의식은 매주 일요일마다 진행되는 성찬식을 비롯하여 침례 및 성신의 은사, 그리고 성전에서 하나님과 성약을 맺을 때 하게 되는 것들을 포함한다. 의식은 신권의 권세와 예수 그리스도의 이름으로 집행된다. 또한 매주 일요일 예배당에서 진행되는 성찬식은 다른 기독교 종파에서 사용하는 성찬이라는 용어와 거의 비슷한 의미를 가지고 있다.

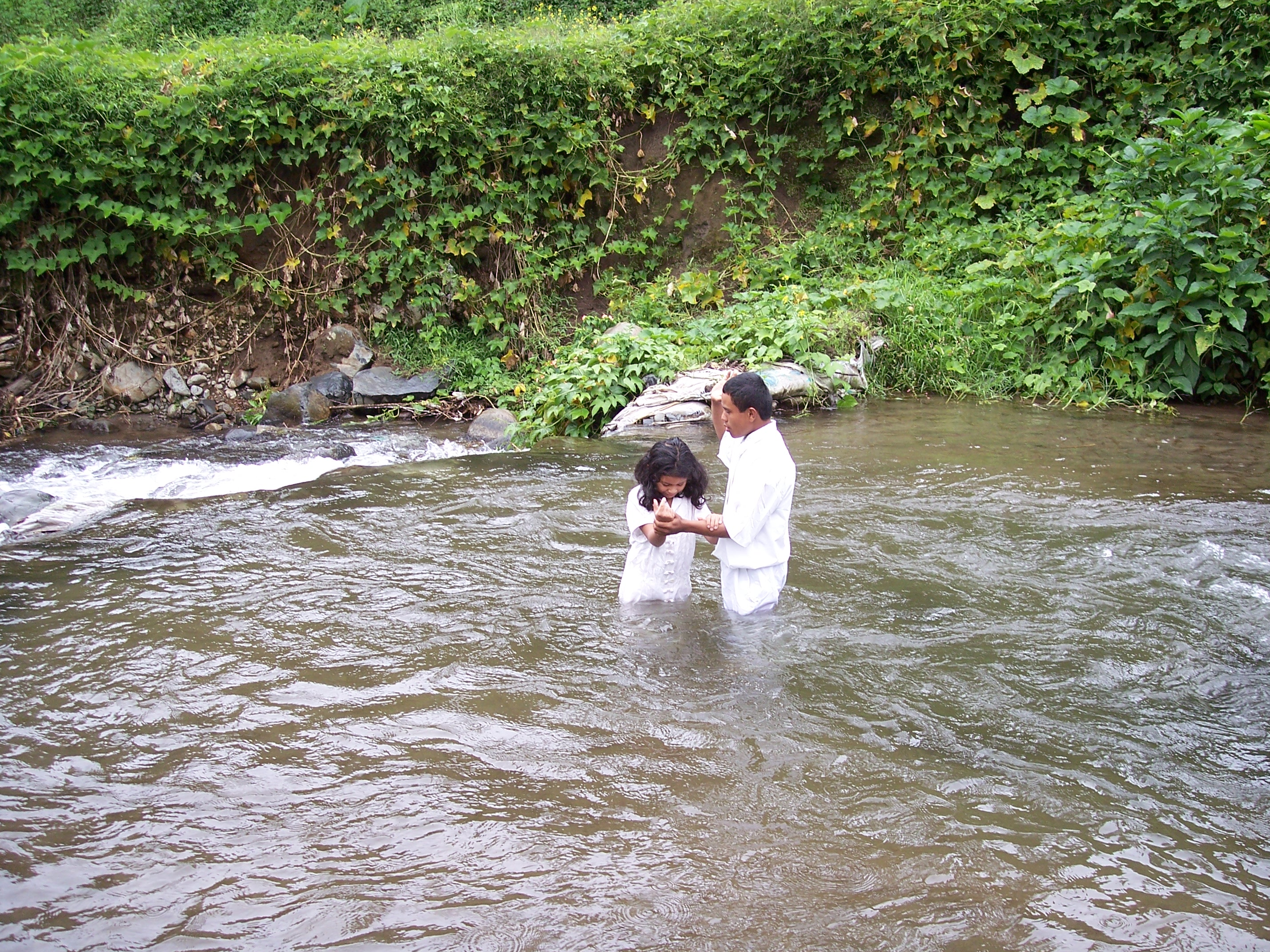
파나마 세로 푼타에서 침례를 받고 있는 여덟 살 소녀

구원 의식(또는 구원을 위해 필요하다고 여겨지는 의식)에는 다음이 포함된다 : 책임 있는 연령 (일반적으로 8 세) 이후에 권세 있는 자의 손으로 집행되는 침수로서의 침례; 새로 침례 받은 회원의 머리에 손을 얹고 축복함으로써 행해지는 성신의 은사와 확인 및 회원들의 지지; 남성을 위한 아론 신권과 멜기세덱 신권에 성임; 성전에서 받은 엔다우먼트(씻음과 기름부음 포함); 배우자와의 결혼 (또는 인봉).
후기성도들은 또한 주님의 만찬(일반적으로 성찬이라고 함), 자녀 이름 명명 및 축복, 신권 축복과 축복사의 축복을 주고, 병든 사람에게 성별된 기름을 붇고 축복하며 , 교회 직책에 부름받은 사람들을 성별하는 등 다른 의식들을 행한다.
후기성도교회에서 구원 의식은 구원을 위해 필요한 것으로 보이지만, 그 자체로는 충분하지 않다. 예를 들어, 승영을 위해 침례가 필요하지만, 단순히 침례를 받았다고 해서 영원한 생명이 보장되는 것은 아니다. 침례받은 사람은 하나님의 계명에 순종하고, 침례 이후에 지은 죄에 대하여 회개하여 성결함을 유지해야 하고, 생애동안 끝까지 견뎌야 한다. 또한 가장 큰 축복을 받기 위해서는 성전 의식이 필요하다.
후기성도들은 모든 사람이 구원 받기 위해 특정 의식을 받아야 한다고 믿기 때문에, 죽은 사람을 대신하여 구원 의식을 집행한다. 이 의식들은 대리로 또는 죽은 자를 대신하여 "대리인"에 의해 집행된다. 후기성도들은 살아 있든 죽든 각 개인의 "선택의지"에 대한 믿음에 따라, 모든 영들이 태초 이전에 하나님의 계획을 받아들이거나 거부하기로 결정한 것처럼, 고인이 영의 세계에서 주어진 의식을 받아들이거나 거부할 수 있다고 믿는다. 또한, 죽은 자를 위한 이러한 "조건부" 의식은 죽은 사람의 계보 정보가 성전에 제출되어 의식이 행해지기 전에 올바르게 처리되었을 때에만 집행된다. 죽은 자를 위한 대리의식은 사도 바울이 고린도성도에게 보낸 서한에 밝힌 것과 같이 신약시대의 초대교회에 있었던 의식이며 대배도로 인해 사라졌던 의식이다.

### 경전

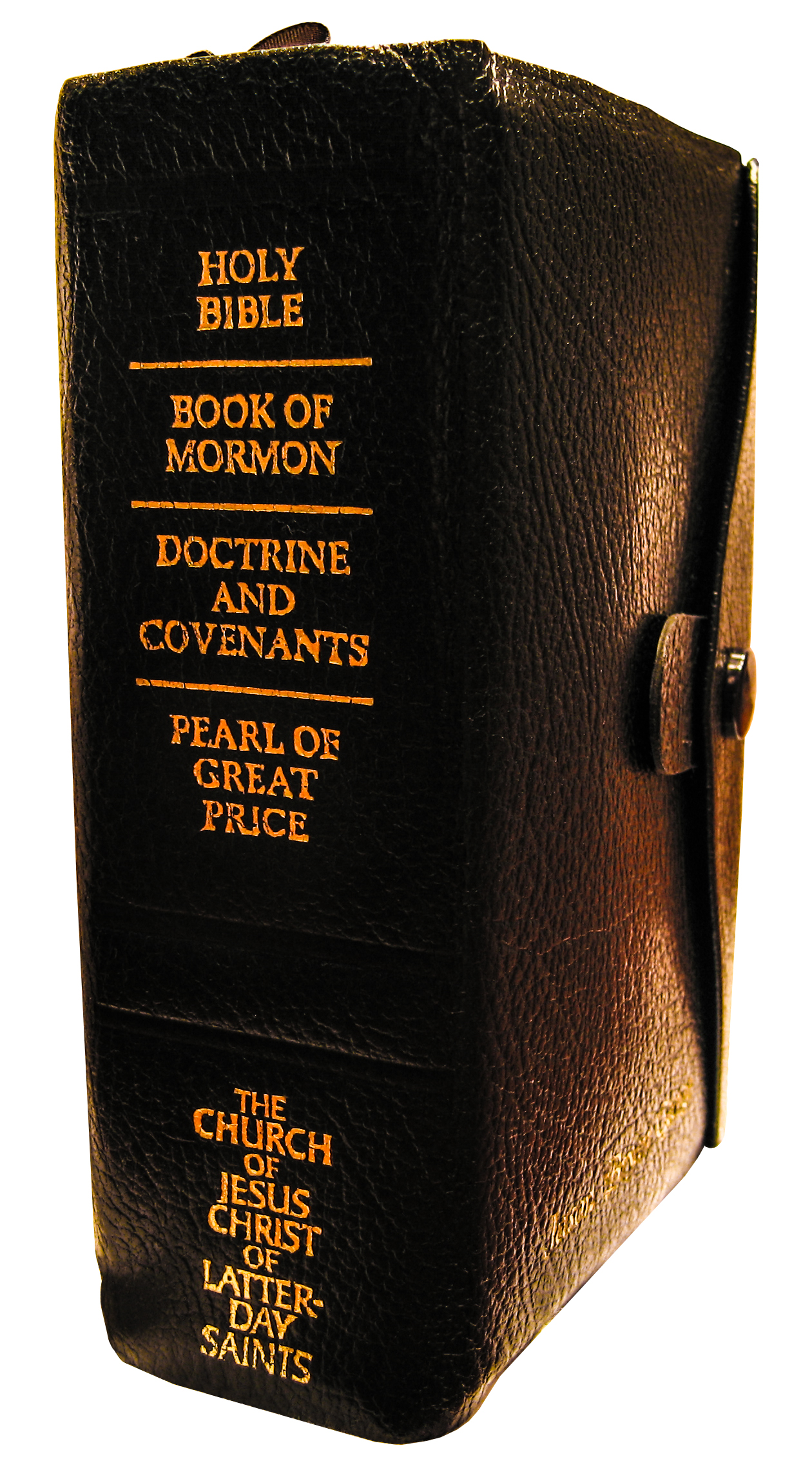
후기 성도 교회 표준경전

후기성도교회는 구약과 신약을 표준경전으로 인정하되, 영어권에서는 킹 제임스 성경을, 한국에서는 개역개정판 성경을 공식 경전으로 사용한다. 후기성도들은 현대 성경 본문의 일반적인 정확성을 믿지만, 성경의 원본은 소실되고 전래 과정에서 필사와 번역이 거듭되는 사이 일부 불완전함과 오류가 도입되었다고 인정한다. 후기성도신학에서는 많은 잃어버린 진리들이 몰몬경을 통해 회복되는데, 그 몰몬경은 하나님의 영감을 받은 신성한 경전이며, 오랜 기간 동안 땅속에서 금판의 형태로 보관되어 온 고대 선지자의 기록이 현대의 선지자인 조셉 스미스에 의해 하나님의 권세와 권능으로 직접 번역된 것이어서 가장 정확한 책이며, 성경과 동등한 권위를 가지고 있다고 설명한다.
후기성도가 받아들이는 표준경전에는 교리와 성약에 기록된 계시와 선지자들의 기록도 일부 포함되어 있는데, 여기에는 교회의 교리와 예언이 담겨 있으며, 창세기의 일부 내용을 영감으로 다시 번역한 부분과 선지자 조셉 스미스의 간증이 실린 값진 진주도 표준 경전으로 포함되어 있다. 이 책들과 조셉 스미스 역 성경은 스미스가 영감 받아 성경을 번역한 것이다. 이들 경전에 대해 후기 성도가 아닌 아닌 다른 종파들 사이에서는 신성한 경전으로 받아 들여지는 정도가 다양하다.

### 계시
후기성도교회에서 주장하는 지속적인 계시란 하나님께서 그분의 선지자들을 통해 여전히 인류와 소통하고 있다는 원리이다. 이러한 의사소통은 성신의 영향력(이 원리가 나타나는 주된 형태), 시현, 신성한 존재들의 방문, 그리고 다른 것들과 같은 여러 가지 방법으로 나타날 수 있다. 조셉 스미스는 주님께서 신명기에서 모세에게 주신 계시의 예를 사용하여 지속적인 계시의 중요성을 설명했다:
하나님은 "살인하지 말라"고 말씀하셨다. 또 다른 때에 그는 "너는 완전히 멸망시키리라"고 말씀하셨다. 이것이 왕국의 자녀들이 처해 있는 상황에 맞는 계시에 의해 하늘의 정부가 집행되는 원리이다. 하나님이 요구하시는 것은 무엇이든 간에, 비록 우리가 사건이 일어난 지 오래된 후까지 그 이유를 알지 못할 수도 있지만, 항상 옳다.

후기성도들은 성신과 개인적인 관계를 발전시키고 자신과 가족의 필요사항에 대한 개인적인 계시를 받도록 권고받는다. 계시에 대한 후기 성도 개념에는 선을 행하려는 의도로 그것을 간절히 구하는 모든 사람이 하나님으로부터 오는 계시를 받을 수 있다는 믿음이 포함되어 있다. 또한 모든 사람은 자신의 청지기 직분(지도력 책임)과 관련하여 개인적인 계시를 받을 자격이 있다고 가르친다. 따라서 부모는 가족을 양육할 때 하나님으로부터 영감을 받을 수 있고, 개인은 개인적인 어려움에 대처하는 데 도움이 되는 신성한 영감을 받을 수 있으며, 교회 역원들은 그들이 봉사하는 사람들을 위한 계시를 받을 수 있다.
이것의 중요한 결과는 각 사람이 선지자가 가르친 특정 교리가 참되다는 확인을 받을 수 있을 뿐만 아니라, 그 진리들을 그들 자신의 유익과 영원한 진보를 위해 사용할 때 신성한 통찰력을 얻을 수 있다는 특징을 지니게 된다. 교회 안에서는 개인적인 계시가 기대되고 격려되며, 많은 개종자들은 하나님으로부터 오는 개인적인 계시가 그들의 개종에 도움이 되었다고 간증하고 믿는다.

## 다른 종교와의 관계

### 주류 기독교와의 관계

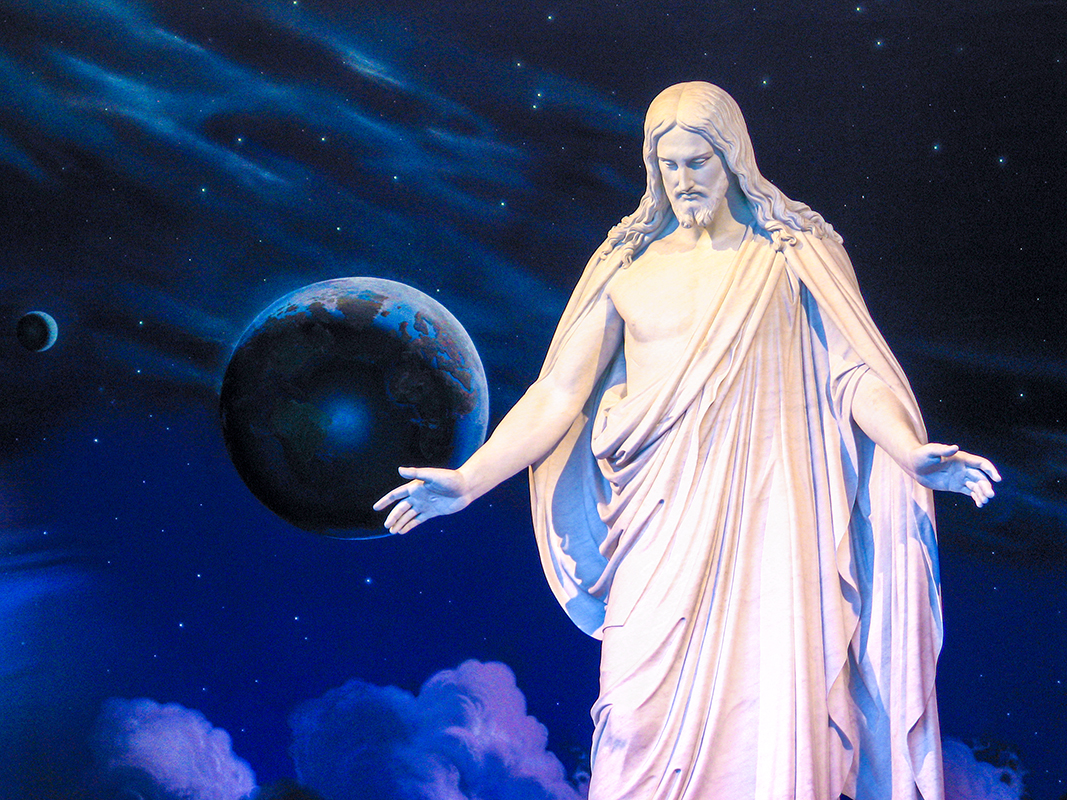
모르몬은 예수 그리스도를 그들의 종교의 가장 훌륭한 인물로서 구세주요 창조주 하나님으로 본다.

이 교회는 예수 그리스도를 유일한 구세주로 믿고 고백하는 기독교라고 스스로의 정체성을 밝히고 있다. 그러나 이들은 자신들이 가톨릭과 같은 구교나 개신교에 속하지 않은 회복된 기독교라고 믿는다. 로마 카톨릭이나, 동방정교회 등은 이 교회를 하나의 이웃 종교로 간주하며 일정 부분 교류하거나 협력하기도 하지만, 그들은 사도의 전승을 중시하는 반면, 이 교회는 초대 교회의 사도들이 지녔던 신권 권능의 회복을 믿는 점에서 차이를 보인다. 또한 경전의 범위에서도 차이가 있어, 전통적인 기독교(구교)에서 이 교회를 동일한 전통 교회로 인정하지는 않는다. 개신교의 경우에도 이 교회가 기독교 중의 하나이거나 별개의 종교로 보기도 하고, 일부에서는 이단으로 분류하기도 하는 등 다양한 시각을 가지고 있다.
후기성도는 자신들을 초대 교회의 권위, 교리, 조직 및 권능으로 회복된 그리스도의 교회라고 선언했다. 즉, 주류 기독교도들이 믿는 사도 전승은 역사적인 전래 과정에서 사도들의 순교에 이어 신권의 상실로 인해 외부 철학의 유입되면서 잘못된 교리를 믿게 되었으며, 하나님에 의해 그의 교회와 왕국으로 인정받지 못했으므로 교회의 회복이 필요했다고 보는 것이다. 초반에 개신교도들을 흡수하여 추종자를 빠르게 얻었지만, 1830년대에 많은 미국 개신교도들은 이 교회의 초기 교리와 관습을 정치적으로나 문화적으로 전통적인 것과 상반될 뿐만 아니라, 이단 시 하거나, 비난 받을 만한 것으로 여기게 되었다. 당시 이 불화는 후기성도들과 당시 개신교인들 사이에 때때로 심각한 일련의 갈등을 가져왔다. 20세기 동안 폭력적인 소요는 동안 크게 감소했지만, 종교의 독특한 교리적 견해와 관행은 여전히 차이점을 나타내며, 때로는 두드러지게 드러나는 경우도 있다. 이것은 후기성도들과 그에 대비되는 유형의 그리스도인들이 서로를 개종시키려는 노력을 불러 일으킨다.
그러나 이 교회의 태도는 전통적인 기독교를 이웃 종교나 형제 종교로 여겨 존중하며 비난하지 않는다. 선교 방식도 개인의 자유 의지를 존중하는 선에서 하나님과 예수 그리스도의 살아 계심을 증거하며, 회복된 복음을 소개하고 간증을 전하는 정도로 하여 부담을 주지 않는 모습을 나타낸다. 교회에서 운영하는 무료 원어민 영어 회화 반에서도 시작과 마침을 기도로 하지만 수업 내용은 영어만 가르친다.
후기성도들은 독생자인 예수 그리스도를 문자 그대로 하나님의 아들이자 메시야로 믿고, 십자가에 못 박히심은 인류를 위한 속죄 제물이라고 믿으며, 그리고 그 이후의 부활과 승천과 재림을 믿는다. 그러나 후기 성도(LDS)는 에큐메니칼 신조와 삼위일체의 정의에 약간의 견해 차이를 유지한다. (대조적으로, 두 번째로 큰 후기 성도 교단인 커뮤니티 오브 크라이스트는 삼위일체론적이고 유일신교적이다.) 후기성도들은 신약전서가 그리스도와 사도들의 가르침으로부터의 배도와 그리스도의 재림 이전의 만물의 회복을 예언했다는 견해를 가지고 있다.
후기 성도 교회는 주류 전통적 기독교와 다음과 같은 몇 가지 주목할 만한 차이점을 보인다. 첫째, 예수 그리스도의 속죄에 대한 이해에서 차이를 보인다. 전통 기독교가 십자가에 못 박히심을 육체적인 속죄의 유일한 사건으로 강조하는 반면, 후기 성도들은 예수께서 겟세마네 동산에서 피를 흘리며 속죄를 시작하셨고, 십자가에 못 박히는 과정에서도 그 속죄가 계속되어 결국 완성되었다고 믿는다.
둘째, 사후 세계에 대한 교리에서도 차이가 있다. 후기 성도들은 내세에 영광의 세 등급(해의 왕국, 달의 왕국, 별의 왕국)이 있으며, 지옥 (또는 '영옥')은 죽음과 부활 사이의 기간 동안 악인을 위한 임시 처소라고 가르친다. 그리고 부활과 심판 이후에는 악인을 위한 영원한 지옥이 존재함을 믿는다.
셋째, 창조에 대한 관점도 다르다. 후기 성도들은 '무(無)로부터의 창조'(ex nihilo)를 믿지 않으며, 물질은 영원한 것이며 창조는 하나님께서 이미 존재하는 물질을 조직하고 조성하는 것이라고 이해한다.
넷째, 하나님에 대한 교리에서도 차이를 보인다. 이 교회의 경전들은 하나님 아버지, 예수 그리스도, 그리고 성신을 영원하신 한 하나님으로 선포한다.,,, 그러나 이들이 하나라는 것은 한 몸이라는 의미가 아니라, 인류 구원의 목적과 사랑, 그리고 그 사업에 있어서 완전히 통일되고 조화를 이루며 단합되어 있는 하나라고 믿는다. 반면 전통적인 기독교는 삼위일체에 대해 다양한 이론들이 있어서, 단일하고 명확한 설명을 제공하는 데 한계가 있다는 점에서도 차이가 드러난다.
그 외에도 공인 경전의 범위, 성전 운영, 성전에서 행하는 죽은 자들을 위한 대리 침례 의식 등에서 차이점이 나타난다.
후기성도 신앙 체계의 대부분은 지리적으로 북미 대륙과 남미 대륙을 중심으로 분포하고 있다. 후기성도들은 몰몬경의 백성들이 예루살렘에서 기원하였으나 역사적으로 그들의 후손이 서반구에 살았고, 그리스도께서 예루살렘에서의 죽음과 부활, 승천 후에 서반구에 나타나셨으며, 조셉 스미스에 의해 뉴욕 북부에서 몰몬경 금판 원본이 발굴되어 번역 출간되었고, 참된 신앙과 복음이 회복되었으며, 태초의 에덴 동산이 북미에 위치했으며, 장차 새 예루살렘이 미주리에 세워질 것이라고 믿는다. 몰리 워튼은 미국 예외주의에 대한 많은 후기성도들의 믿음을 포함하여 이런저런 이유들 때문에, 레오 톨스토이가 예수 그리스도 후기 성도 교회를 "전형적인 '미국 종교'"라고 묘사한 이유일 수 있다고 추측한다.

### 유대교와의 관계
후기성도교회가 유대교의 일부라고 주장하지는 않지만, 후기성도신학은 후기성도교회를 유대교의 맥락 안에 위치 시켜 대부분의 다른 기독교 교단이 주장하는 것을 넘어서는 정도까지 위치 시킨다고 주장한다. 신앙은 구약의 많은 사상을 신학에 통합하며, 후기성도들의 믿음은 때때로 유대교의 믿음과 유대 문화의 특정 요소와 평행을 이룬다. 후기성도교회 초기에 조셉 스미스는 아메리카 원주민들이 이스라엘의 잃어버린 지파 중 일부의 일원이라고 가르쳤다. 그리고 그는 고대 몰몬경 기록자인 몰몬이 이스라엘 사람이며, 이스라엘 열두 지파 내에서 그들의 부족 소속에 대해 배울 수 있다고 가르쳤다. 후기성도교회 회원들은 이스라엘의 한 지파 안에서 받는 사람의 혈통을 선언하는 축복사의 축복을 받는다. 혈통은 실제의 혈통이나 입양을 통해 이루어진다. 후기성도교회는 만일 한 성도가 열두 지파 중 한 지파의 직계 후손이 아니라면, 침례를 받으면 그 지파 중 한 지파로 입양된다고 가르친다. 축복사의 축복에는 신권의 권능으로 축복사를 통해 계시되는 과거 현재, 미래의 개인 정보도 포함된다.
유대교에 대한 후기성도들의 친화력은 후기성도 전례에서 유대교에 대한 많은 언급으로 표현된다. 예를 들어, 조셉 스미스는 자신이 세운 가장 큰 후기성도 정착촌의 이름을 나부로 지었는데 이는 히브리어로 "아름다워지다"라는 뜻이다. 브리검 영은 그레이트 솔트레이크의 지류를 요르단강으로 명명했다. 후기 성도 교회는 데저렛 알파벳(Deseret Alphabet)이라는 필기 계획을 만들었는데, 이 계획은 부분적으로 히브리어에 기초하고 있었다. 후기 성도 교회는 이스라엘에 예루살렘 센터를 두고 있으며, 학생들은 근동의 역사, 문화, 언어, 성경에 대한 공부에 집중한다.
후기성도들의 일부 요소의 행동을 선의로 보지 않고 공격적인 것으로 보는 유대인 단체와 관련된 논란이 있었다. 1990년대에 유대인 단체들은 홀로코스트의 유태인 희생자들과 유대인들을 대리하여 죽은 자를 위한 침례를 주는 후기 성도 관행에 반대하는 목소리를 높였다. 후기 성도 교회 총관리 역원 몬테 제이 브러프에 따르면, "사후에 홀로코스트 희생자 380,000명에게 대리 침례 의식을 행한 후기성도들은 사랑과 연민에 의해 동기를 부여 받았고, 그들의 봉사 행위가 유대인들을 불쾌하게 할 수도 있다는 것을 이해하지 못했다. 그들은 그들이 '기독교적 봉사 행위'로서 의도한 것이 '정서적인 배려가 부족한' 것이라는 것을 당시에는 깨닫지 못했다." 후기성도들은 영의 세계에 있는 죽은 자들이 대리자를 통해 침례를 받을 때, 그 의식을 받아들이거나 거부할 수 있는 선택권이 있다고 믿는다.

### 이슬람과의 관계
후기성도교회는 19세기에 시작된 이래 이슬람교와 비교되어 왔으며, 종종 한 종교나 다른 종교를 훼손하는 사람들에 의해 비교되었다. 예를 들어, 조셉 스미스는 1844년 6월에 총격으로 피살된 직후 뉴욕 헤럴드에 의해 "현대의 마호메트" [sic]로 불렸다. 이 표어는 스미스의 초기 경력에서 나온 비교를 반복했다. 후기성도와 무슬림 선지자들의 비교는 오늘날에도 여전히 발생하며, 때로는 비판적이거나 논쟁적인 이유 뿐만 아니라 좀 더 학문적(중립적인) 목적을 위해서도 일어난다. 후기 성도 교회와 이슬람교는 많은 유사점을 가지고 있지만, 두 종교 사이에는 중요하고 근본적인 차이점도 있다. 무슬림의 관계에서 역사적으로 상관관계가 있었다. 최근 몇 년 동안 두 종교의 지지자들 사이의 대화가 증가하고 자선 활동, 특히 중동과 극동에서의 협력이 증가하고 있다.
이슬람교와 후기성도들은 모두 신앙의 조상인 아브라함의 전통에서 비롯되었다. 각 종교는 창시자(이슬람교의 무하마드, 이 교회의 조셉 스미스)를 하나님의 참된 선지자로 여기며, 변질되거나 부패되거나 잃어버린 이 고대 신학적 신앙 체계의 진리를 다시 확립하도록 부름 받았다. 또한 두 선지자는 천사의 방문을 받아 경전을 추가로 출판했다. 두 종교는 가족 생활, 자선 기부, 순결, 알코올 절제, 그리고 창립 선지자에 대한 경배는 아니지만 특별한 존경심에 중점을 둔다. 복수결혼에 반대하는 1890년 선언문 이전에, 후기성도와 이슬람교는 또한 복수결혼에 대한 믿음과 실천을 공유했는데, 이는 현재 이슬람교와 은둔 생활하는 소규모의 근본주의의 후기성도교회 여러 종파들이 공통적으로 하고 있는 관행이다.
이 두 종교는 하나님에 대한 그들의 견해가 크게 다르다. 이슬람교는 하나님(알라)의 완전한 하나됨과 유일성을 주장하며, 후기성도교회는 한 하나님으로 일컬어지는 신회가 개별적인 세 "인격체"로 구성되어 있다고 주장한다. 후기성도는 예수 그리스도를 약속된 메시야요 문자 그대로 하나님의 아들로 보는 반면, 이슬람교는 "메시아"라는 칭호는 예수(또는 "이사")가 하나님의 아들이나 신성한 존재가 아니라 참된 신앙을 세우기 위해 보내진 선지자라는 것을 의미한다고 주장한다. 다른 기독교 종파의 부동의 여부에 상관없이, 후기성도교회는 스스로를 기독교 종교, 즉 원시 기독교의 "회복"으로 구분한다. 이슬람교는 스스로를 "기독교"라고 부르지 않으며, 그리스도의 가르침을 따르는 예수를 믿는 모든 진실한 추종자들은 무슬림들이었다고 주장하며, 이는 "하느님께 복종하는 자들"을 의미하는 용어이다. 이슬람교는 예언자 무하마드가 "예언자들의 인장"이었다고 선언하며 더 이상의 예언자들이 그를 따라오지 않을 것이라고 선언한다. 후기성도는 조셉 스미스를 현대에 부름받은 첫 번째 선지자로 존경하지만, 그에 대해 세대를 이은 여러 선지자 중 한 명으로 보며, 예수 그리스도는 교회에서 가장 고귀한 인물이다. 이러한 이유와 다른 여러 가지 이유로 그룹 구성원은 일반적으로 서로 친화적이면서도 상호 배타적이기도 하다: 두 종교 단체는 한 사람이 후기성도와 무슬림이 모두 될 수는 없다는 데 동의한다.

## 신학적 분열
후기성도 신학은 세 가지 주요 운동을 포함한다. 이 중 가장 큰 주류는 예수 그리스도 후기 성도 교회의 지도력에 의해 정의된 "주류"다.

### 주류 후기성도 신학
주류 후기성도는 스스로를 기독교인으로 규정하는 교회의 지도력에 의해 정의된다. 후기 성도 교회 회원들은 자신의 최고 지도자들을 선지자와 사도로 여기며, 몰몬경과 성경에 대한 개인적인 연구를 통해 그들에 대한 확인을 구하면서 신학 문제에 대한 그들의 입장을 받아들이도록 격려 받는다. 개인적인 기도도 권장된다. 예수 그리스도 후기 성도 교회는 가장 큰 주류 교회이다. 주류 교회는 1844년 창립자 조셉 스미스 이세가 사망한 후 후기 성도 운동을 분열시킨 계승 위기 이후 유일하게 단절 없이 지속적으로 존재해 왔다.
주류 후기 성도 교회는 다른 소수 종파들, 특히 일부다처제를 시행하는 종파들과 거리를 두고 있다. 이들에 대해 배교로 간주되는 입장을 취하거나 이들의 관행에 종사하거나 이를 옹호하는 교인들을 파문하거나 징계함으로써 그 정통성을 유지한다. 단적인 예로, 후기 성도 교회는 일부다처제를 시행하거나 근본주의의 신앙과 관행을 채택하는 회원들은 파문한다.

### 근본주의
근본주의가 주류 교회와 구별되는 한 가지 특징 중 하나는 복수결혼을 시행 여부이다. 근본주의자들은 20세기 초에 그 교리가 중단된 후 후기 성도 교회에서 처음 탈퇴했다. 근본주의자는 복수결혼이 승영(가장 높은 수준의 구원)을 위한 요건이며, 이는 그들이 내세에서 신과 여신으로 살 수 있게 해 줄 것이라고 가르친다. 반면 정통 주류 후기성도들은 승영을 위해 해의 왕국의 단 하나의 결혼이 필요하다고 믿는다.
후기 성도 교회와 구별하여, 근본주의자들은 또한 19세기에 브리검 영이 가르치고 실행한 여러 가지 다른 교리들을 종종 믿는데, 이 교리들은 후기 성도 교회가 그것을 포기하거나, 거부하거나, 혐오스럽게 여겼다. 여기에는 다음이 포함된다.
- 헌납의 법은 연합 질서로도 알려져 있다(19세기에 후기 성도 교회에 의해 부인됨)
- 브리검 영과 후기 성도 교회의 다른 초기 지도자들이 가르친 아담-하나님의 가르침(20세기 중반에 후기 성도 교회가 부인함)
- 피의 속죄 원리(19세기 중반에 후기 성도 교회가 부인함)
- 신권에서 흑인을 배제하는 것(1978년 후기 성도 교회에 의해 버려짐).

근본주의자들은 이러한 원리들이 후기 성도 교회에 의해 잘못 포기되거나 변경되었다고 믿는데, 이는 대부분 후기 성도 교회의 지도력과 회원들이 미국 주류 사회에 동화되어 초기 몇 년 동안 교회를 특징 지었던 박해와 갈등을 피하고자 했기 때문이라고 믿는다. 다른 사람들은 진정으로 회복된 교회가 되기 위해서는 어느 시점에서 "만물의 회복"이 필요하다고 믿는다.

### 자유주의 개혁주의 신학
일부 후기 성도 교회 회원들은 좀 더 자유주의적인 교회 개혁을 위해 노력해 왔다. 다른 이들은 후기 성도 교회를 떠났지만 여전히 자신을 문화적 후기성도라고 생각한다. 다른 사람들은 새로운 종교를 형성했다 (그들 중 많은 사람들이 지금은 없어졌다). 예를 들어, 고드베 사람들은 정치적, 종교적 자유주의에 기초하여 19세기 후반에 후기 성도 교회를 떠났고, 1985년에는 예수 그리스도의 회복 교회가 LGBT 친화적인 교단으로서 후기 성도 교회에서 탈퇴했고, 2010년에 공식적으로 해산되었다.

## 비판
가장 크고 정통 교단인 예수 그리스도 후기성도 교회는 1830년 조셉 스미스에 의해 설립된 이래 일부에 의해 비판의 대상이 되어 왔다.

### 미국
아마도 조셉 스미스의 피살에 가장 논란이 되고 있는 중요한 원인은 한 때 복수 결혼이 하나님에 의해 승인되었다는 주장 일 것이다. 유타주가 일부다처제를 시행한다면 미연방의 국가로 받아들여지지 않을 것이라는 무거운 압박 속에서, 이 교회는 1890년에 공식적으로 그리고 공개적으로 그 관행을 포기했다. 유타주의 주정부 지위 인정은 곧 뒤따랐다. 그러나 복수결혼은 여전히 논란의 여지가 있고 분열적인 문제로 남아 있는데, 1890년의 공식적인 포기에도 불구하고, 정통 후기 성도 교회 내에서는 그렇지 않지만, 이에서 이탈되어 은둔 생활하는 다른 군소 단체들 내에는 여전히 동조자, 변호인, 반비밀 수행자들이 있다고 한다.
최근의 비판은 역사적 수정주의, 동성애 혐오, 인종차별, 성차별적 정책, 부적절한 재정 공개, 모르몬경의 역사적 진정성에 대한 질문에 초점을 맞추고 있다.

### 한국 개신교의 이단 비판
대한민국의 주요 개신교 교단(예장합신, 예장통합, 기성, 고신, 기감 등)은 예수 그리스도 후기성도 교회를 오랜 기간 이단으로 규정해 왔다. 그 근거로 일부다처제 시행, 예수 그리스도의 독생자성‧신성‧대속 부정, 지옥과 형벌 부인, 인종차별 등의 주장이 제시되었다.
이에 대해 후기성도교회는 해당 내용이 사실과 다르며, 교리에 대한 오해와 왜곡에서 비롯된 것이라고 반박하고 있다. 교회 공식 입장에 따르면, 예수 그리스도는 하나님의 독생자이자 인류의 유일한 구세주이며, 일부다처제를 시행하지 않고, 지옥과 형벌의 실재를 가르치며, 모든 인종의 평등을 신앙의 원칙으로 삼고 있다.
2022년, 후기성도교회 한국커뮤니케이션위원회는 종교 간 이해와 화해를 위해 이단 규정 철회를 공식 요청하였다. 이에 대해 예장통합은 2023년 총회에서 과거 정죄의 오류 여부에 대한 언급 없이, 경전의 범위 및 선지자 인정 여부 등 신학적 차이를 이유로 해제를 유보하였다.

### 예수 그리스도 후기 성도 교회의 입장
예수 그리스도 후기성도 교회는 타 종교를 비판하거나 교리 논쟁에 참여하기보다, 성경의 가르침을 실생활에 실천하는 데 중점을 둔다. 교회는 정직, 순결, 금주, 금연, 가정 중심의 삶, 이웃에 대한 봉사 등 실천적 신앙을 중시하며, 마태복음 12장 33절의 “나무는 그 열매로 안다”는 말씀에 따라 신앙은 삶의 열매로 평가받아야 한다는 입장을 견지한다.
후기성도교회는 성경이 말하는 이단의 기준이 베드로후서 2장 1~3절과 디도서 3장10~11절에서 나타나듯, 구주를 부인하고, 탐욕과 호색으로 신자를 미혹하는 거짓 교사로서 멸망할 죄인들에 해당한다고 해석한다. 따라서 예수 그리스도를 신앙하고 사도신경을 신봉하며 윤리적 삶을 지향하는 기독교 간의 교리 차이는 이단의 기준이 될 수 없다는 입장이다. 이와 같은 이유로, 후기성도교회는 교리 차이를 근거로 특정 종교를 극단적으로 부정하고 사회적으로 고립시키는 행위는 성경의 가르침뿐 아니라 실정법에도 부합하지 않는다고 본다.
또한 교회는 출애굽기 20장 16절의 “네 이웃에 대하여 거짓 증거하지 말라”는 말씀과 요한계시록 21장 8절의 “거짓말하는 자들은 불과 유황이 타는 못에 던져지리니 이것이 둘째 사망이라”는 구절을 인용하며, 사실에 근거하지 않은 이단 규정은 하늘의 법과 세상의 법 모두에 어긋나며, 명예훼손과 인격권 침해에 해당하고 헌법이 보장하는 신앙의 자유를 침해하는 행위라고 본다.
후기성도교회는 이와 같은 사안이 종교 간 평화와 사회 정의, 그리고 개신교 내부의 신앙적 진정성을 위해서라도 조속히 시정되어야 한다는 입장을 밝히고 있다.
- 후기 성도 운동의 교파

## 참조

### 인용문
1. ↑  McLoughlin, Williamn G.; Ahlstrom, Sydney E. (June 1973). “A Religious History of the American People”. 《The Journal of American History》 60 (1): 508. doi:10.2307/2936335. ISSN 0021-8723. JSTOR 2936335.
2. ↑  “Mormonism, An Independent Interpretation - The Encyclopedia of Mormonism”. 《eom.byu.edu》. 2021년 1월 16일에 확인함.
3. ↑  Smith, Joseph Fielding. 《Doctrines of Salvation Volume 1 - Joseph Fielding Smith》 (영어). 1:118쪽.
4. ↑  회장, 러셀 엠 넬슨. “교회의 정확한 명칭”. 2024년 11월 21일에 확인함.
5. 1 2  “Introduction”. 《churchofjesuschrist.org》. 2021년 1월 16일에 확인함.
6. ↑  “제12장: 속죄”. 2024년 11월 21일에 확인함.
7. ↑  “제38장: 영원한 결혼”. 2024년 11월 21일에 확인함.
8. ↑  “죽은 자를 위한 침례”. 2024년 11월 21일에 확인함.
9. ↑  “제39장: 순결의 법”. 2024년 11월 21일에 확인함.
10. ↑  “제25장: 금식”. 2024년 11월 21일에 확인함.
11. ↑  “제24장: 안식일”. 2024년 11월 21일에 확인함.
12. ↑  “제29장: 주님의 건강의 율법”. 2024년 11월 21일에 확인함.
13. ↑  “Schisms and Sects”. 《patheos.com》. 2021년 1월 16일에 확인함.
14. ↑  “LDS splinter groups growing”. 《The Salt Lake Tribune》 (미국 영어). 2021년 1월 16일에 확인함.[깨진 링크]
15. ↑  “Basic Beliefs”. 《Community of Christ》 (영어). 2021년 1월 16일에 확인함.
16. ↑  “'Cultural Mormons' Adjust The Lifestyle But Keep The Label”. 《NPR.org》 (영어). 2021년 1월 16일에 확인함.
17. ↑  LDS365 (2019년 1월 30일). “States with the Highest Percentage of Church Members | LDS365: Resources from the Church & Latter-day Saints worldwide”. 《lds365.com》 (미국 영어). 2021년 1월 16일에 확인함.
18. ↑  Bushman (2008, 1쪽); Shipps (1985, 36쪽); Remini (2002, 1쪽).
19. ↑  Bushman (2008, 16쪽)
20. ↑  Smith's 1838 written account of this vision was later canonized in a book called The Pearl of Great Price. (See: en:Joseph Smith–History 1:19)
21. ↑  “예수 그리스도의 충만한 복음의 회복: 세상에 전하는 200주년 선언문”. 《ChurchOfJesusChrist.org》. 2020년 4월 5일. 2021년 10월 20일에 확인함.
22. ↑  Bushman (2008, 22쪽)
23. ↑  Remini (2002, 63, 79쪽)
24. ↑  Bushman (2008, 8쪽)
25. ↑  Bushman (2008, 10쪽)
26. ↑  Remini (2002, 135쪽)
27. ↑  Bushman (2008, 11쪽)
28. ↑  Bushman (2008, 12–14쪽)
29. ↑  Bushman (2008, 13쪽)
30. ↑  Groberg, Joseph (Spring 1976). “The Mormon Disfranchisements of 1882 to 1892”. 《Brigham Young University Studies》 16 (3): 400.
31. ↑  Bushman (2008, 2쪽); “Official Declaration 1”. churchofjesuschrist.org.
32. ↑  Bushman (2008, 14쪽)
33. ↑  “LDS Statistics and Church Facts | Total Church Membership”. 《mormonnewsroom.org》. 2019년 5월 14일에 확인함.
34. 1 2 3 4  Davies, Douglas J. (2003). 〈Divine–human transformations〉. 《An Introduction to Mormonism》. Cambridge: Cambridge University Press. 65–90쪽. doi:10.1017/CBO9780511610028.004. ISBN 9780511610028. OCLC 438764483. S2CID 146238056.
35. ↑  First Presidency; Quorum of the Twelve Apostles (April 2002). “Gospel Classics: The Father and the Son”. 《Improvement Era》 (Intellectual Reserve, Inc.). 2019년 2월 10일에 확인함.
36. 1 2  Robinson, Stephen E.; Burgon, Glade L.; Turner, Rodney; Largey, Dennis L. (1992), 〈God the Father〉,   Ludlow, Daniel H., 《Encyclopedia of Mormonism》, New York: Macmillan Publishing, 548–552쪽, ISBN 0-02-879602-0, OCLC 24502140, 2021년 5월 7일에 확인함 – Harold B. Lee Library 경유
37. ↑  “신회”. 2024년 11월 21일에 확인함.
38. ↑  “요한복음 17”. 2025년 7월 4일에 확인함.
39. ↑  “니파이후서 31”. 2025년 7월 4일에 확인함.
40. ↑  “제 3 니파이 11”. 2025년 7월 4일에 확인함.
41. ↑  “모세서 1”. 2025년 7월 4일에 확인함.
42. ↑  Mason, Patrick Q. (2015년 9월 3일). 〈Mormonism〉. 《Oxford Research Encyclopedia of Religion》. Oxford: Oxford University Press. doi:10.1093/acrefore/9780199340378.013.75. ISBN 9780199340378. 2018년 11월 30일에 원본 문서에서 보존된 문서. 2021년 5월 15일에 확인함.
43. ↑  Dahl, Paul E. (1992), 〈Godhead〉,   Ludlow, Daniel H., 《Encyclopedia of Mormonism》, New York: Macmillan Publishing, 552–553쪽, ISBN 0-02-879602-0, OCLC 24502140, 2021년 5월 7일에 확인함 – Harold B. Lee Library 경유
44. ↑  모세서 2장 26절, 27절, 창세기 1:26 "하나님이 이르시되 우리의 형상을 따라 우리의 모양대로 우리가 사람을 만들고"
45. ↑  요한복음1:3 "만물이 그로 말미암아 지은 바 되었으니 지은 것이 하나도 그가 없이는 된 것이 없느니라",

히브리서1:2 "이 모든 날 마지막에는 아들을 통하여 우리에게 말씀하셨으니 이 아들을 만유의 상속자로 세우시고 또 그로 말미암아 모든 세계를 지으셨느니라"
46. ↑  요한복음 16:23 "내가 진실로 진실로 너희에게 이르노니 너희가 무엇이든지 아버지께 구하는 것을 내 이름으로 주시리라"

에베소 5:20 "범사에 우리 주 예수 그리스도의 이름으로 항상 아버지 하나님께 감사하며"
47. ↑  “하늘 어머니”. 2024년 11월 14일에 확인함.
48. ↑  Carter, K. Codell (1992), 〈Godhood〉,   Ludlow, Daniel H., 《Encyclopedia of Mormonism》, New York: Macmillan Publishing, 553–555쪽, ISBN 0-02-879602-0, OCLC 24502140, 2021년 5월 7일에 확인함 – Harold B. Lee Library 경유

로마서 8:17 "자녀이면 또한 상속자 곧 하나님의 상속자요 그리스도와 함께 한 상속자니"
49. ↑  “Gospel Principles Chapter 47: Exaltation”. 《ChurchofJesusChrist.org》. 2017년 10월 17일에 확인함.
50. ↑  Brown, Gayle O. (1992), 〈Premortal Life〉,   Ludlow, Daniel H., 《Encyclopedia of Mormonism》, New York: Macmillan Publishing, 1123–1125쪽, ISBN 0-02-879602-0, OCLC 24502140, 2021년 5월 7일에 확인함 – Harold B. Lee Library 경유
51. ↑  Paulsen, David L. (1992), 〈Omnipotent God; Omnipresence of God; Omniscience of God〉,   Ludlow, Daniel H., 《Encyclopedia of Mormonism》, New York: Macmillan Publishing, 1030쪽, ISBN 0-02-879602-0, OCLC 24502140, 2021년 5월 7일에 확인함 – Harold B. Lee Library 경유
52. ↑  “몰몬은 기독교인인가?”. 2024년 11월 14일에 확인함.
53. ↑  Missionary Department of the LDS Church (2004), 《Preach My Gospel》 (PDF), LDS Church, Inc, 35쪽, ISBN 0402366174, 2010년 6월 2일에 원본 문서 (PDF)에서 보존된 문서 Mormons believe the Great Apostasy had been foretold by Paul, who knew that the Lord would not come again "except there come a falling away first" (see 2 Thessalonians 2:3)
54. ↑  Talmage, James E. (1909), 《The Great Apostasy》, The Deseret News, 64–65쪽, ISBN 0875798438
55. ↑  Richards, LeGrand (1976), 《A Marvelous Work and a Wonder》, Deseret Book Company, 24쪽, ISBN 0877471614
56. ↑  Talmage, James E. (1909), 《The Great Apostasy》, The Deseret News, 68쪽, ISBN 0875798438
57. ↑  Eyring, Henry B. (May 2008), “The True and Living Church”, 《Ensign》 (LDS Church): 20–24
58. ↑  Smith's restoration differed significantly from other restorationist movements of the era (for instance, that of Alexander Campbell). Instead of using Bible analysis, Smith claimed to write and interpret scripture as the biblical prophets did. Bushman (2008, 5쪽)
59. ↑  See JSH 1:69,72 and Doctrine and Covenants 84:19-21
60. ↑  “유일하게 참되고 살아 있는 교회”. 2024년 11월 14일에 확인함.
61. ↑  Smith, Joseph Fielding; Galbraith, Richard C., 편집. (1993) [1938]. 《Teachings of the Prophet Joseph Smith》. 316쪽. ISBN 0-87579-647-8. ("Have the Presbyterians any truth? Yes. Have the Baptists, Methodists, etc., any truth? Yes. They all have a little truth mixed with error. We should gather all the good and true principles in the world and treasure them up, or we shall not come out true 'Mormons'.")
62. ↑  Palmer; Keller; Choi; Toronto (1997). 《Religions of the World: A Latter-day Saint View》. Brigham Young University. (Mormons take an inclusivist position that their religion is correct and true but that other religions have genuine value).
63. ↑  Bushman (2008, 64–71쪽)
64. ↑  Mormons differ among themselves about the form of man in the beginning ... but Smith's intention was to assert that some essence of human personality has always existed. Bushman (2008, 72쪽)
65. ↑  See King Follett discourse and Bushman (2008, 73쪽)
66. ↑  According to the Book of Moses, Lucifer offered an alternate plan that would guarantee the salvation of all spirits, however, at the cost of their agency, essentially forcing them to be saved. God's plan allowed spirits the freedom of choice but left room for some to fall out of his presence into darkness. Bushman (2008, 73쪽)
67. ↑  욥기 38장 7절
68. ↑  Bushman (2008, 77쪽)
69. ↑  Nineteenth century Mormonism defined itself against Calvinistic religions that asserted humans' incapacity and utter dependence on the grace of God. Early Mormon preachers emphasized good works and moral obligation; however in the late twentieth century, Mormons pulled back from an "entrenched aversion" to the doctrines of grace, and today have an attitude of trusting in the grace of Christ while trying their best to do good works. Bushman (2008, 76쪽)
70. 1 2 3  Bracht, John (2012) [1990]. 〈The Americanization of Adam〉.   Trompf, G. W. 《Cargo Cults and Millenarian Movements: Transoceanic Comparisons of New Religious Movements》. Religion and Society 29. Berlin and Boston: De Gruyter. 97–142쪽. doi:10.1515/9783110874419.97. ISBN 9783110874419.
71. 1 2  Barlow, Philip L. (June 2012). “Chosen Land, Chosen People: Religious and American Exceptionalism Among the Mormons”. 《The Review of Faith & International Affairs》 10 (2): 51–58. doi:10.1080/15570274.2012.682511. ISSN 1557-0274. S2CID 145547250.
72. ↑  Yorgason, Ethan (2006). 〈The Shifting Role of the Latter-day Saints as the Quintessential American Religion〉.   Lippy, Charles H. 《Faith in America: Changes, Challenges, New Directions. Volume 1: Organized Religion Today》. Praeger Perspectives. London, U.K. and Westport, Connecticut: Praeger Publishers. 141–163쪽. ISBN 978-0-313-04961-3. LCCN 2006022880.
73. 1 2 3  Givens, Terryl L. (2003) [2002]. 〈"A Seer Shall the Lord My God Raise Up": The Prophet and the Plates〉. 《By the Hand of Mormon: The American Scripture that Launched a New World Religion》. New York: Oxford University Press. 8–42쪽. doi:10.1093/019513818X.003.0002. ISBN 9780195138184. OCLC 1028168787. S2CID 159734267.
74. 1 2 3  Stark, Rodney (2005). 〈The Basis of Mormon Success〉.   Neilson, Reid L. 《The Rise of Mormonism》. New York: Columbia University Press. 114–116쪽. doi:10.7312/star13634-006. ISBN 9780231136341. LCCN 2005045464. OCLC 800910267. S2CID 99224315.
75. ↑  An ordinance is generally a physical act signifying a spiritual commitment or a covenant. Failure to honor that commitment results in the ordinance having no effect. However, sincere repentance can restore the blessings associated with the ordinance.
76. ↑  ""Ordinances," True to the Faith, (LDS Church, 2004) p. 109.
77. ↑  Bushman (2008, 60–61쪽)
78. ↑  “죽은 자를 위한 침례”. 2024년 11월 14일에 확인함.
79. ↑  Encyclopedia of Mormonism, Macmillan 1992, pp. 106-107
80. ↑  Matthews, Robert J., A Bible! A Bible, Bookcraft, 1990, p. 13
81. ↑  《Teachings of the Prophet Joseph Smith》, Deseret Book, 1976 [1938], 9–10, 327쪽
82. ↑  Encyclopedia of Mormonism, Macmillan 1992, pp. 111
83. ↑  “The Book of Mormon: Keystone of Our Religion”. 《The Joseph Smith Papers》.
84. ↑  “History, 1838–1856, volume D-1 [1 August 1842–1 July 1843] [addenda], p.3 [addenda]”. 《The Joseph Smith Papers》. The Church of Jesus Christ of Latter-day Saints. 1842년 8월 27일. 2021년 9월 10일에 확인함.
85. ↑  Bushman (2008, 26쪽) See also: Doctrine and Covenants 68:4
86. ↑  “Continuing Revelation”. 《Mormon.org》. 2005년 8월 5일에 확인함.
87. ↑  Bushman (2008, 8쪽) ("As the name of the church ... suggests, Jesus Christ is the premier figure. Smith does not even play the role of the last and culminating prophet, as Muhammad does in Islam"); “What Mormons Believe About Jesus Christ”. LDS Newsroom. 2011년 11월 11일에 확인함.; In a 2011 Pew Survey a thousand Mormons were asked to volunteer the one word that best describes Mormons. The most common response from those surveyed was "Christian" or "Christ-centered".
88. ↑  “Mormonism in America”. 《Pew Research Center》. January 2012. 2012년 1월 15일에 원본 문서에서 보존된 문서. 2023년 5월 5일에 확인함. Mormons are nearly unanimous in describing Mormonism as a Christian religion, with 97% expressing this point of view.
89. 1 2  Robinson, Stephanie (May 1998), “Are Mormons Christians?”, 《New Era》 (LDS Church)
90. ↑  According to Bruce R. McConkie, a general authority of the LDS Church, "Mormonism is indistinguishable from Christianity." Bruce R. McConkie, 《Mormon Doctrine》, 513쪽
91. ↑  평의회, 예수 그리스도 후기 성도 교회 제일회장단 및 십이사도. “회복 선언문”. 2025년 5월 6일에 확인함.
92. ↑  “복음의 회복”. 2025년 5월 6일에 확인함.
93. ↑  백성호 (2019년 3월 12일). “가톨릭 교황, 예수그리스도후기성도교회 회장과 처음 만나”. 2025년 5월 6일에 확인함.
94. ↑  For example, a 2007 poll conducted by the Pew Research Center found that one in three Americans surveyed do not consider Mormons to be Christian. See for example ReligionNewsblog.com
95. ↑  "It is sometimes said that Mormonism is to Christianity as Christianity is to Judaism. Both Mormonism and Christianity established themselves by reinterpreting a preceding faith. Christianity built on Judaism but emphasized the death and resurrection of Jesus Christ; Mormonism began with Christianity but accepted new revelation through a modern prophet." Bushman (2008, 62쪽)
96. ↑  Examples of organizations that do not recognize Mormonism as Christian include:
 • Luther Seminary (Granquist, Mark A. (2011년 3월 7일), “The New (and Old) Religions Around Us” (PDF), 《Luther Seminary》, 2014년 1월 3일에 원본 문서 (PDF)에서 보존된 문서);
 • Midwestern Baptist Theological Seminary (“Is Mormonism Christian?”, 《Midwestern Baptist Theological Seminary》, October 20, 2011, August 29, 2013에 원본 문서에서 보존된 문서, May 11, 2013에 확인함);
 • Southern Baptist Theological Seminary (Mohler, Albert (n.d.), “Is Mormonism Christian?”, 《christianity.com》 (Salem Web Network).
 See also: Christian countercult movement
97. ↑  Teaching that existing denominations "were believing in incorrect doctrines, and that none of them was acknowledged by God as his church and kingdom" Smith 1842a, 707쪽 and "all their creeds were an abomination in his sight." Smith 1842c, 748쪽
98. ↑  , the most publicized of which included abolitionism, plural marriage and the church's theocratic aspirations (both now discontinued by the mainstream faith),
99. ↑  For more information on historical conflicts, see History of the Latter Day Saint movement.
100. ↑  “What Mormons Believe About Jesus Christ—LDS Newsroom”. Newsroom.lds.org. 2013년 11월 27일에 확인함.
101. ↑  “Joseph Smith History 1:18-19”. Scriptures.lds.org. 2013년 11월 27일에 확인함.
102. ↑  Smith, Joseph Fielding, 편집. (1976) [1938], 《Teachings of the Prophet Joseph Smith》, Salt Lake City: Deseret Book, 370쪽
103. ↑  See, for instance, Thessalonians 2:2-3 and Acts 3:19-21
104. ↑  대한성서공회, 대한성서공회 (2025년 05월 06일). “개역개정판 성경(침례본) 누가복음 22:39~44”. 《개역개정판 성경》. 대한성서공회. 2025년 05월 06일에 확인함.
105. ↑  예수그리스도후기성도교회, 예수그리스도후기성도교회 (2025년 05월 06일). “예수그리스도후기성도교회 자료실 "경전안내서"”. 《속죄하다》. 예수그리스도후기성도교회. 2025.5.6.에 확인함.
106. ↑  “복음의 회복”.
107. ↑  대한성서공회, 대한성서공회 (2025년 05년 06년). “개역개정판 신약성경”. 《신약전서 고린도전서 15장40,41절》. 대한성서공회. 2025뇬 05월 06일에 확인함.
108. ↑  “예수그리스도후기성도교회 페이지 해의 왕국”.
109. ↑  Mormon scriptures speak of hell in two ways. The first is another name for spirit prison, a place for the spirits of people who have "died in their sins." The second is a more permanent place called Outer Darkness, reserved for the Devil, his angels, and those who have committed the unpardonable sin. True to the Faith: A Gospel Reference, 2004, LDS Church. "Hell 보관됨 2010-06-16 - 웨이백 머신," p. 81; See also: Christian views on Hell (Latter-day Saints)
110. ↑  교리와 성약 76편 43절-46절
111. ↑  “지옥”. 《ChurchOfJesusChrist.org》.
112. ↑  Bushman (2008, 71쪽)
113. ↑  “제 3 니파이 11”. 2025년 5월 6일에 확인함.
114. ↑  “니파이후서 31”. 2025년 5월 6일에 확인함.
115. ↑  “교리와 성약 20”. 2025년 5월 6일에 확인함.
116. ↑  요한복음 17:21~23

21 아버지여, 아버지께서 내 안에, 내가 아버지 안에 있는 것 같이 그들도 다 하나가 되어 우리 안에 있게 하사 세상으로 아버지께서 나를 보내신 것을 믿게 하옵소서

22 내게 주신 영광을 내가 그들에게 주었사오니 이는 우리가 하나가 된 것 같이 그들도 하나가 되게 하려 함이니이다

23 곧 내가 그들 안에 있고 아버지께서 내 안에 계시어 그들로 온전함을 이루어 하나가 되게 하려 함은 아버지께서 나를 보내신 것과 또 나를 사랑하심 같이 그들도 사랑하신 것을 세상으로 알게 하려 함이로소이다
117. ↑  예수그리스도후기성도교회, 예수그리스도후기성도교회 (2025년 05월 06일). “예수그리스도후기성도교회 홈페이지”. 《예수그리스도후기성도교회 홈페이지》. 예수그리스도후기성도교회. 2025년 05월 06일에 확인함.
118. ↑  예수그리스도후기성도교회, 예수그리스도후기성도교회 (2025년 05월 06일). “성전의 목적”. 《예수그리스도후기성도교회 홈페이지》. 예수그리스도후기성도교회. 2025년 05월 06일에 확인함.
119. ↑  대한성서공회, 대한성서공회 (2025년 05월 06일). “대한성서공회 개역개정판 성경”. 《성경》. 대한성서공회. 2025년 05월 06일에 확인함.
120. ↑  Worthen, Molly, "The Missionary Position 보관됨 11월 3, 2014 - 웨이백 머신", Foreign Policy, June 13, 2011.
121. ↑  “BYU Jerusalem Center for Near Eastern Studies”. Ce.byu.edu. 2013년 11월 27일에 확인함.
122. ↑  Pyle, Richard. “Mormons, Jews sign agreement on baptizing Holocaust victims.”. 2007년 1월 4일에 확인함. AP Newswire, May 5, 1995.
123. 1 2 3  Thomas Marsh and Orson Hyde Affidavit 보관됨 2023-05-30 - 웨이백 머신, for example; see also PBS's American Prophet: Prologue and Todd J. Harris, A Comparison of Muhammad and Joseph Smith in the Prophetic Pattern, a thesis submitted for a Master of Arts degree at Brigham Young University in 2007, footnotes on pages 1 and 2.
124. ↑  PBS's American Prophet: Prologue.
125. ↑  See, for example:Joseph Smith and Muhammad: The Similarities 보관됨 2021-10-21 - 웨이백 머신, and Eric Johnson,Joseph Smith and Muhammad, a book published by the "Mormonism Research Ministry" and offered for sale by the anti-Mormon "Utah Lighthouse Ministries".
126. ↑  “U.S. Muslims and Mormons share deepening ties”. Articles.latimes.com. 2008년 4월 2일. 2013년 11월 27일에 확인함.
127. ↑  World Muslim Congress: Mormons and Muslims; Mormon-Muslim Interfaith Ramadan Dinner.
128. ↑  Encyclopedia of Mormonism 보관됨 11월 13, 2017 - 웨이백 머신, entry: "Godhead".
129. ↑  Jesus Was Muslim 보관됨 8월 18, 2011 - 웨이백 머신, from the Islam-Voice 보관됨 5월 22, 2020 - 웨이백 머신 website.
130. ↑  Holy Qur'an, Surah 33, verse 40.
131. ↑  Bushman (2008, 8쪽) ("In the Mormon view, many prophets preceded Smith and many will follow.") In that sense, a provision for continuing revelation, Mormonism is more similar to Shia Islam.
132. ↑  The LDS Church encourages journalists not to use the word Mormon in reference to organizations or people that practice polygamy “Style Guide—LDS Newsroom”. 2010년 4월 9일. 2011년 11월 11일에 확인함.; The church repudiates polygamist groups and excommunicates their members if discovered Bushman (2008, 91쪽); “Mormons seek distance from polygamous sects”. NBC News. 2008.
133. ↑  Hardy, B. Carmon (2011년 12월 1일). “The Persistence of Mormon Plural Marriage”. 《Scholarly Publishing Collective》. 2022년 9월 15일에 확인함.

### 인용 및 일반 출처
- Bloom, Harold (1992), 《The American Religion: The Emergence of the Post-Christian Nation》 1판, New York: Simon & Schuster, ISBN 9780671679972.
- Brooke, John L. (1994), 《The Refiner's Fire: The Making of Mormon Cosmology, 1644–1844》, Cambridge: Cambridge University Press.
- Bushman, Richard Lyman (2008), 《Mormonism: A Very Short Introduction》, New York: Oxford University Press, ISBN 978-0-19-531030-6.
- Eliason, Eric Alden (2001), 《Mormons and Mormonism: an introduction to an American world religion》, University of Illinois Press.
- Mauss, Armand (1994), 《The Angel and the Beehive: The Mormon Struggle with Assimilation》, Urbana & Chicago: University of Illinois Press, ISBN 0-252-02071-5.
- McMurrin, Sterling M. (1965), 《The Theological Foundations of the Mormon Religion》, Salt Lake City: Signature Books, ISBN 156085135X.
- Ostling, Richard; Ostling, Joan K. (2007), 《Mormon America: The Power and the Promise》, New York: HarperOne, ISBN 978-0-06-143295-8.
- Remini, Robert V. (2002), 《Joseph Smith: A Penguin Life》, New York: Penguin Group, ISBN 0-670-03083-X.
- Shipps, Jan (1985), 《Mormonism: The Story of a New Religious Tradition》, Chicago: University of Illinois Press, ISBN 0-252-01417-0.
- Smith, Joseph, Jr. (1842년 3월 1일), “Church History [Wentworth Letter]”, 《Times and Seasons》 3 (9): 706–10 [707].
- Smith, Joseph (1842년 4월 1일), “History of Joseph Smith”, 《Times and Seasons》 3 (11): 748–49.
- Stark, Rodney; Neilson, Reid Larkin (2005), 《The rise of Mormonism》, Columbia University Press, ISBN 9780231136341.
- Toscano, Margaret; Toscano, Paul (1990), 《Strangers in Paradox: Explorations in Mormon Theology》, Salt Lake City: Signature Books.
- White, O. Kendall, Jr. (1970), “The Transformation of Mormon Theology” (PDF), 《Dialogue: A Journal of Mormon Thought》 5 (2): 9–24.
- White, O. Kendall, Jr. (1987), 《Mormon Neo-Orthodoxy: A Crisis Theology》, Salt Lake City: Signature Books, ISBN 0941214-524, 2010년 7월 7일에 원본 문서에서 보존된 문서, 2010년 12월 28일에 확인함.
- Widmer, Kurt (2000), 《Mormonism and the Nature of God: A Theological Evolution, 1830–1915》, Jefferson, N.C.: McFarland.

## 추가 읽기
- Beckwith, Francis J., Carl Mosser, and Paul Owen, jt. eds. (2002). The New Mormon Challenge: Responding to the Latest Defenses of a Fast-Growing Movement. Grand Rapids, Mich.: Zondervan. 535 p. ISBN 0-310-23194-9
- Brooks, Melvin R. (1960). L.D.S. Reference Encyclopedia. Salt Lake City, Utah: Bookcraft.
- Cornwall, Marie; Heaton, Tim B.; Young, Lawrence A., 편집. (2001). 《Contemporary Mormonism: Social Science Perspectives》. Urbana: University of Illinois Press. ISBN 0-252-06959-5. OCLC 28721262.
- McConkie, Bruce R. (1979). Mormon Doctrine. Second ed. Salt Lake City, Utah: Bookcraft. 856 p. N.B.: The contents are brief articles arranged alphabetically in the form of a topical dictionary. ISBN 0-88494-446-8
- Nelson, Nels L. (1904). Scientific Aspects of Mormonism: or, Religion in Terms of Life. Chicago, Ill.: Press of Hillison & Etten Co., 1904, t.p. 1918. xi, 347 p.
- Shields, Steven L. (1990). Divergent Paths of the Restoration: a History of the Latter Day Saint Movement. Fourth ed., rev. and enl. Los Angeles: Restoration Research. 336 p., ill. with b&w photos. ISBN 0-942284-00-3

### 특정 모르몬 교단의 공식 웹사이트
- 예수 그리스도 후기 성도 교회
- 커뮤니티 오브 크라이스트(이전의 RLDS 교회)
- 예수 그리스도의 교회(비커토나이트)
- 엘리야 메시지가 담긴 그리스도의 교회